# 津幡町立津幡南中学校
津幡町立津幡南中学校（つばたちょうりつ つばたみなみちゅうがっこう）は、石川県河北郡津幡町にある町立中学校。

## 沿革
- 1999年（平成11年）
  - 4月1日 - 創設[3]。
  - 4月3日 - 修祓式及び落成式と開校式挙行。
  - 4月5日 - 第1回入学式と始業式挙行。
  - 10月26日 - この日と27日の2日間、第1回学校祭開催。
- 2000年（平成12年）3月14日 - 第1回卒業証書授与式挙行。
- 2003年（平成15年）3月25日 - 3階多目的ホールを教室・学習室に改修。
- 2005年（平成17年）
  - 3月25日 - 2階多目的ホールを教室・学習室に改修
  - 12月1日 - コンピュータ室のコンピュータ入れ替え。
- 2006年（平成18年）3月25日 - 第1美術室を第3理科室に改修。
- 2007年（平成19年）3月31日 - 1階多目的ホールを普通教室に改修。
- 2009年（平成21年）10月30日 - 創立10周年記念式典挙行。
- 2010年（平成22年）8月31日 - 自転車置き場増築。
- 2013年（平成25年）12月9日 - コンピュータ室のパソコンの入れ替え。
- 2014年（平成26年）3月26日 - テニスコートのオムニコート工事完了。
- 2024年（令和6年）1月 - 9日の3学期始業式は通常通り行うものの、1日夕方に発生した令和6年能登半島地震により、10日（水）まで部活動禁止、12日（金）まで給食中止となる影響が出た[4]。

## 通学区域
中条小学校、条南小学校及び井上小学校の入学区域

## 学校周辺
- 社会福祉法人吉竹福祉会ちいろばこども園
- 国道8号線
  - 南中条IC
- 国道8号線の東側には、アル・プラザ津幡と津幡町立中条小学校がある。

## 著名な卒業生
- 欧勝海成矢 - 大相撲力士[6]

## アクセス
- 津幡町営バス「太田線」・「潟橋線」で、「津幡南中学校前」停留所下車後、徒歩約390m・約6分（停留所から正門までは国道8号線を跨ぐ必要がある）。
  - なお、津幡町営バス潟橋線「潟橋」停留所の方が、学校敷地まで直線距離で約115mと近いが、道路の関係で、校門（正門）までは「津幡南中学校前」停留所で降りるより、倍近い距離となる。
- JR西日本・IRいしかわ鉄道津幡駅から、
  - 徒歩約910m・約15分。
  - 上述の町営バスに乗車し、「津幡南中学校前」停留所下車後、徒歩。